# Rats! (videogioco 1994)
Rats! è un videogioco a piattaforme di Sean O'Connor distribuito per Windows in varie versioni dal 1994 al 2004.
Il gioco si presenta in piano su vari paesaggi (prato, deserto, ghiaccio, vulcano), delineati da tunnel e sentieri in cui pascolano allegramente dei ratti.
Lo scopo del gioco è quello di eliminare i ratti con vari mezzi (bombe, fumogeni, veleno, ecc.) prima che si moltiplichino a dismisura raggiungendo il "numero critico". I ratti si distinguono in due colori in base al sesso (rosa le femmine, blu i maschi): incontrandosi, i ratti di generi diversi si accoppiano (con relativo amplesso) per dare vita ad altri ratti che a loro volta cercheranno i corrispettivi sessuali.